# Église de l'Élévation-de-la-Croix de Saint-Pétersbourg
Pour les articles homonymes, voir église de l'Élévation-de-la-Croix.

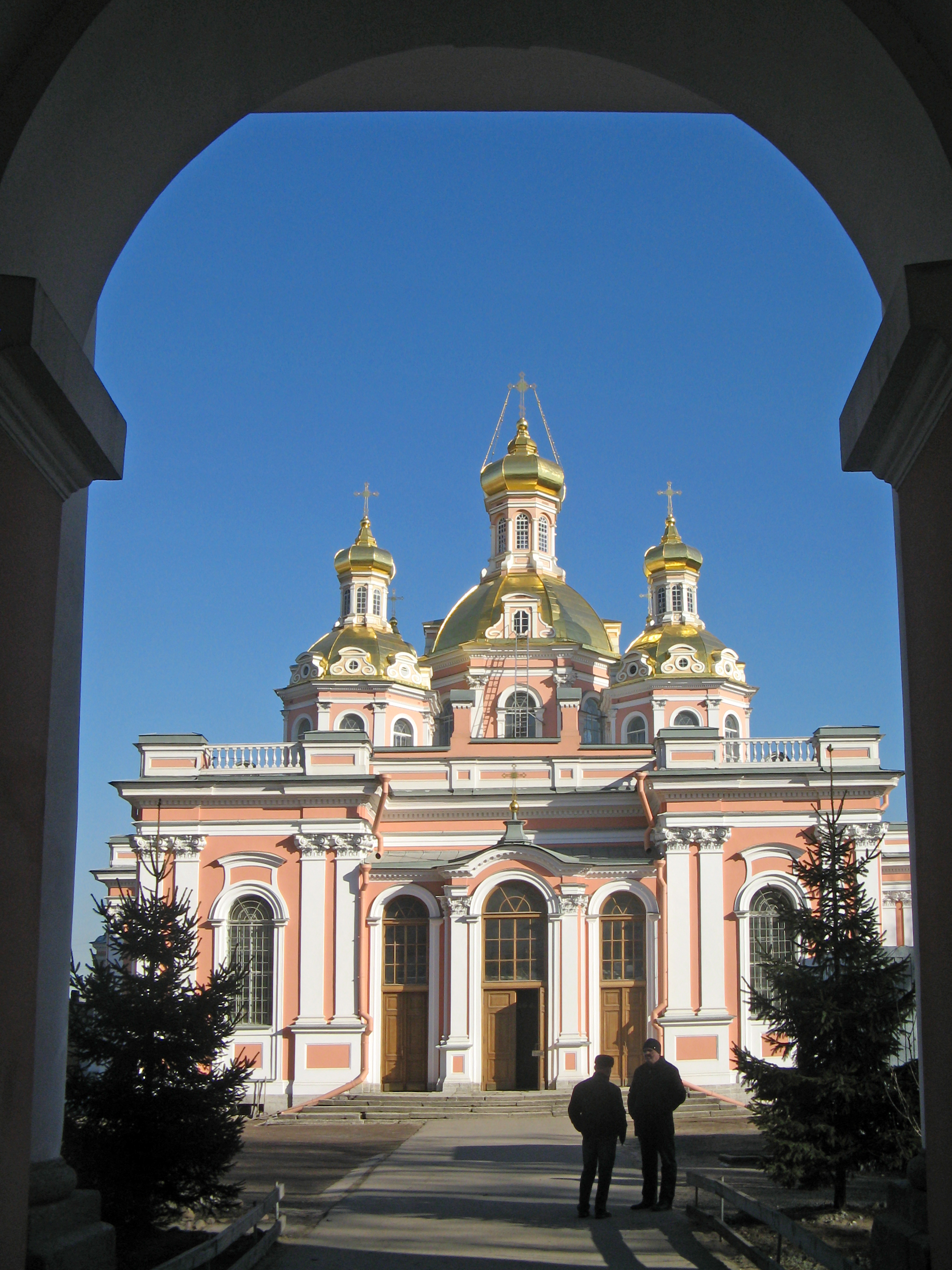
Église de l'Élévation-de-la-Croix.

L'église de l'Élévation-de-la-Croix ou église de l'Exaltation-de-la-Croix ou encore la cathédrale cosaque de l'Élévation-de-la-Croix (russe : Крестовоздвиженская Ямская Церковь) est un édifice religieux élevé en l'honneur de la fête de l'Élévation-de-la-Croix située au croisement de la perspective Ligovski et du canal Obvodny à Saint-Pétersbourg en Russie. L'église abrite l'une des plus anciennes paroisses de la ville. Les bâtiments sont construits entre 1739 et 1751 dans le style baroque. Depuis l'an 2000, elle porte aussi le nom de cathédrale cosaque de l'Élévation-de-la-Croix. Au XVIIIe siècle une église Notre-Dame de Tikhvine est accolée à celle dédiée à la Sainte Croix.

## Histoire
Au début du XVIIIe siècle, à l'emplacement de l'actuelle perspective Ligovski, passait l'ancienne route pour Novgorod. C'était la seule route reliant Saint-Pétersbourg au reste de la Russie. Le long de celle-ci s'est formée la sloboda Iamskaïa, ou des cochers se sont installés avec leurs familles. Au début, ils n'avaient pas d'église à eux, puis en 1710-1712 ils construisent une église en bois à l'emplacement du cimetière qui a subsisté jusqu'en 1756. 
À la demande des cochers Vassili Fedotov et Piotr Kousov et de leurs amis, et avec la bénédiction de archimandrite Féodocy (Ianovski), en 1718, une église est construite du nom de la Nativité de Jean le Baptiste. C'est un bâtiment de petite dimension sans clocher. En 1723, un clocher en bois est ajouté ainsi que des cloches.  
En 1730, l'église est détruite par incendie et une nouvelle église en bois est construite à sa place. En 1740, le clergé et les paroissiens se plaignent de ce que « aujourd'hui, du fait du délabrement du toit la pluie coule à l'intérieur et les murs sont endommagés si bien que la sainte liturgie n'est plus possible qu'avec appréhension ». Ils demandent l'autorisation de reconstruire une nouvelle église en pierre. Le nom de la Naissance de Jean le Baptiste n'est plus repris et l'église est dédiée à l'Exaltation de la précieuse et vivante Croix de Notre-Seigneur. Durant les années 1848 à 1852, l'église de l'Exaltation-de-la-Croix a été reconstruite par l'architecte Egor Dimmert. 

## Église Notre-Dame de Tikhvine

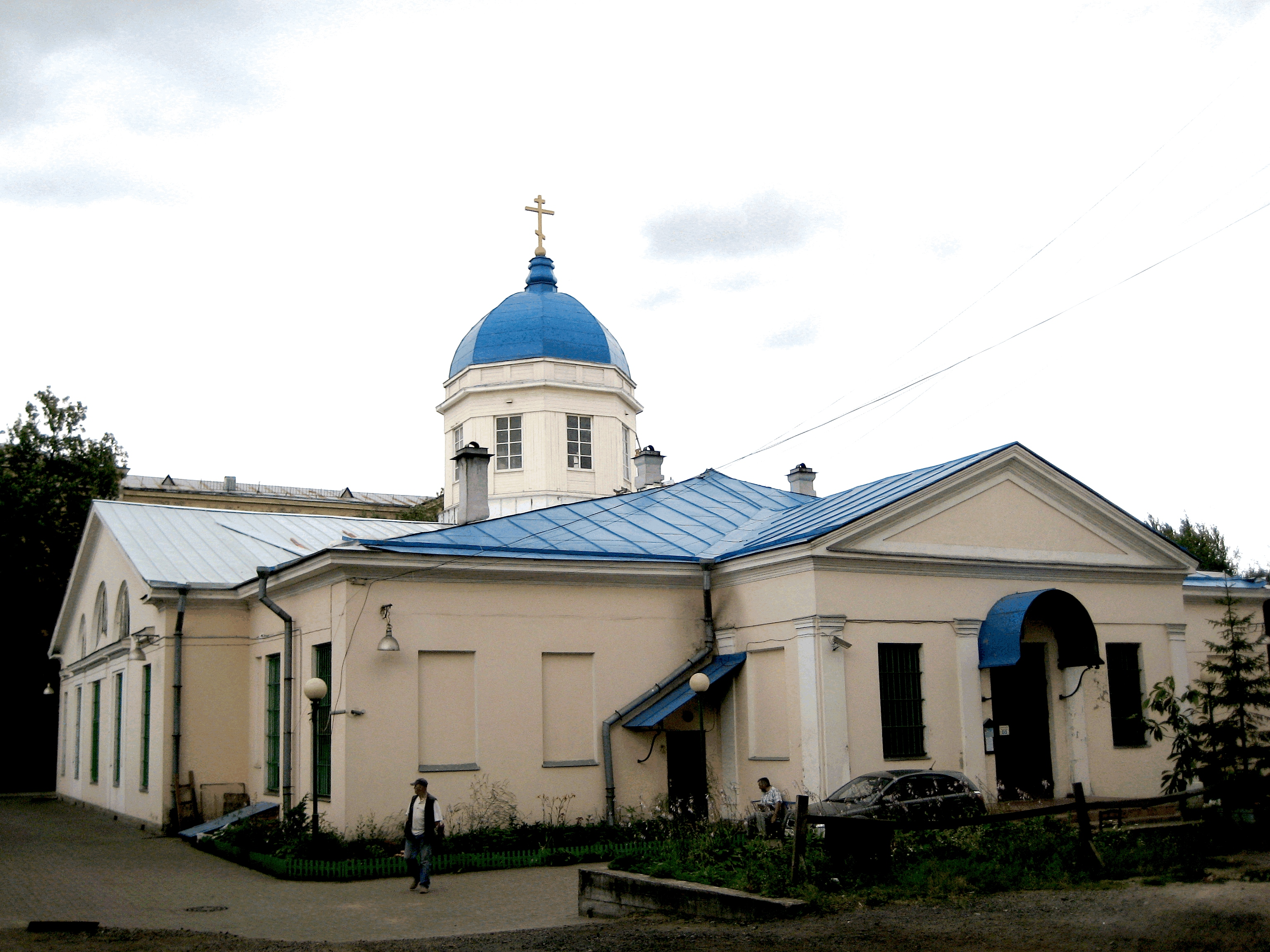
Église N.-D. de Tikhvine

Derrière cette église, durant les années 1764 à 1768, est construite une autre église dédiée à Notre-Dame de Tikhvine qui est de style baroque. Tikhvine est une petite ville située à deux cents kilomètres de Saint-Pétersbourg où est apparue, selon la légende, une icône miraculeuse et qui est un centre religieux important dans le nord-ouest de la Russie. L'église est agrandie en 1842-1844 par l'architecte Vassili Morgan.

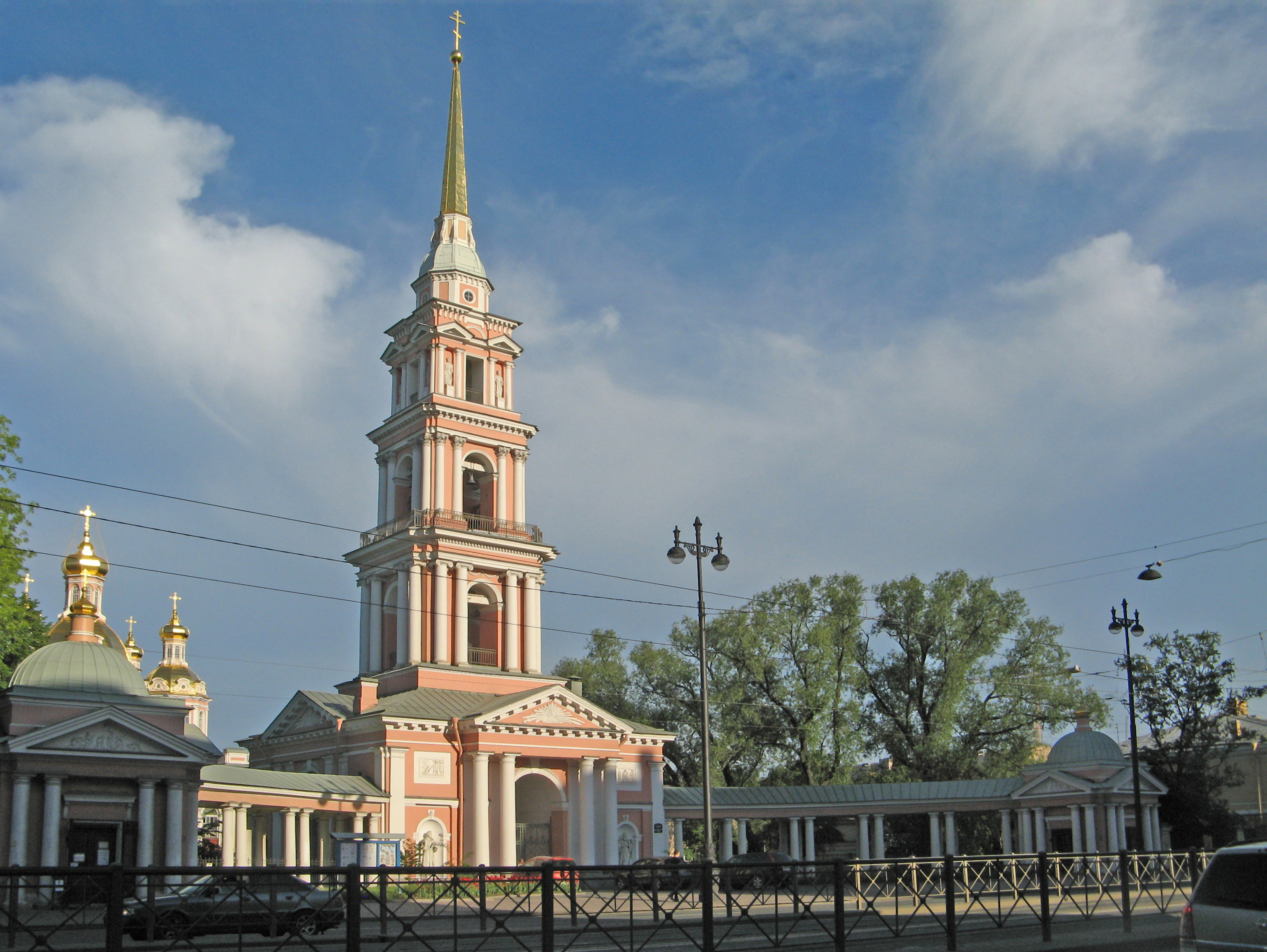
Vue du clocher élevé en 1802—1812 du côté de la perspective Ligovski.

## Époque soviétique
En 1932, l'église Tikhvine est fermée par les autorités soviétiques et est transformée en chaufferie. En 1947, elle abrite un atelier de restauration. Quant à l'église de l'Exaltation-de-la-Croix, elle a été fermée en 1938. 
En 1991 elle a été transférée à la paroisse orthodoxe qui réunit les églises appelées cosaques et a pris le nom de cathédrale cosaque.
Une statue du buste de Nicolas II a été installée sur le mur de l'autel en 2002.